# Aiuaba
Aiuaba là một đô thị thuộc bang Ceará, Brasil. Đô thị này có diện tích 2434,414 km², dân số năm 2007 là 15212 người, mật độ 6,25 người/km².